# Izraelsko-íránská válka
Izraelsko-íránská válka, někdy též dvanáctidenní válka, byl ozbrojený konflikt mezi Izraelem a Íránem, který začal 13. června 2025 izraelskými překvapivými útoky na klíčová jaderná a vojenská zařízení v Íránu, a skončil 24. června 2025 uzavřením příměří. V úvodních hodinách války Izrael cíleně zabil několik íránských vysokých vojenských velitelů a jaderných vědců, provedl letecké útoky na jaderná a vojenská zařízení a zničil značnou část íránské protivzdušné obrany. Izraelské obranné síly přiřadily útokům kódové označení Vzpínající se lev (hebrejsky ‏מִבְצָע עָם כְּלָבִיא‎‎). Írán reagoval odpálením raket na vojenské cíle a města v Izraeli. Írán přiřadil odvetným útokům kódové označení Skutečný slib 3.
Izraelské útoky zabily několik íránských vysokých vojenských velitelů, nejméně devět předních jaderných vědců a více než 200 íránských civilistů. Letecké útoky zničily nadzemní část jaderného zařízení Natanz a poškodily zařízení na konverzi uranu v Isfahánu. Terčem útoku se stalo podzemní zařízení na obohacování uranu ve Fordo, které však nebylo poškozeno. Izrael také zasáhl raketový komplex poblíž Tabrízu, raketovou základnu v Kermánšáhu a zařízení Islámských revolučních gard poblíž Teheránu a Píránšahru. V první vlně odvetných útoků Írán vypálil přibližně 100 raket a v následující vlně desítky dalších. Írán rovněž vyslal na Izrael více než 100 dronů. Íránské útoky zasáhly obytné budovy, univerzitu a nemocnici, což si vyžádalo 24 obětí, všechny civilisty.
Právní vědci uvedli, že izraelské útoky porušují mezinárodní právo, přičemž tento názor sdílejí vlády Bolívie, Brazílie, Číny, Kuby, Ruska a Jihoafrické republiky. Izraelské útoky odsoudily země islámského světa, včetně Egypta, Jordánska, Pákistánu a Turecka. Naopak Německo a Spojené státy americké útoky podpořily a prohlásily, že Írán by měl neprodleně souhlasit s jadernou dohodou. Řada západních zemí uvedla, že Írán nesmí získat jaderné zbraně, odsoudila násilí a vyzvala Izrael i Írán k uklidnění situace, přičemž Kanada, Francie a Spojené království prohlásily, že Izrael má právo na sebeobranu. Organizace spojených národů vyjádřila znepokojení a vyzvala k zdrženlivosti. Dne 19. června americký prezident Donald Trump oznámil, že zvažuje zapojení USA do útoků proti Íránu. Izraelský ministr obrany Jisra'el Kac pohrozil zavražděním íránského nejvyššího vůdce Alího Chámeneího, zatímco izraelský premiér Benjamin Netanjahu a americký prezident Trump tuto možnost nevyloučili. Izraelské obranné síly ve svém prohlášení označily útok na Írán za preemptivní úder, neboť... íránský program vývoje a výroby jaderných zbraní pokročil do bodu, kdy představuje existenčního ohrožení Izraele ze strany režimu, který se otevřeně snaží přivodit zničení Státu Izrael.
Dne 22. června se k útokům připojily síly Letectva a Námořnictva Spojených států. O dva dny později se Izrael a Írán dohodly na příměří.

## Pozadí
Před íránskou revolucí v roce 1979 byly Izrael a Írán, kterému vládla dynastie Pahlaví, spojenci. Výsledkem revoluce byl pád dynastie a nastolení vlády islámských ší'itských fundamentalistů v čele s Rúholláhem Chomejním, kteří se snažili získat podporu arabských zemí tím, že ukončili spolupráci s Izraelem a odsoudili jej za okupaci palestinských území. Od roku 1979 začal Írán popírat holokaustu a vyostřil svou rétoriku vůči Izraeli, včetně hrozeb zničení a vymazání z mapy. Írán považuje Izrael za zemi praktikující imperialismus na Blízkém východě. Podle hnutí Combat Antisemitism jsou íránská prohlášení antisemitská a nabádají ke genocidě. Mezi oběma zeměmi probíhá od roku 1985 zástupný konflikt, přičemž Írán používá k boji Osu odporu, koalici zahrnující Hamás, Hizballáh a Hútie.
Izrael považuje Írán za svého největšího nepřítele a věří, že jakmile Írán získá jaderné zbraně, Izrael by mohl být zničen. V souvislosti s tímto Izrael několikrát naznačil, že nedovolí Íránu vyrobit jadernou zbraň.

### Íránský jaderný program
V roce 2015 Írán souhlasil se společným komplexním akčním plánem, jehož cílem bylo omezit íránský jaderný program. Plán podepsali stálí členové Rady bezpečnosti OSN, Německo, Evropská unie a Írán. V roce 2018 Spojené státy americké odstoupily od dohody a obnovily sankce vůči Íránu, a to navzdory zprávě Mezinárodní agentury pro atomovou energii, že Írán dohodu dodržuje. V roce 2022 začal Írán obohacovat uran na 60 %, přičemž k výrobě jaderné zbraně je potřeba hodnota kolem 90 %.
V březnu 2025 ředitelka tajných služeb Tulsi Gabbard uvedla, že zpravodajská komunita USA se domnívá, že „Írán nevyrábí jaderné zbraně a nejvyšší vůdce Alí Chámeneí nedal souhlas k obnovení programu vývoje jaderných zbraní, který pozastavil v roce 2003“. V dubnu americký prezident Donald Trump oznámil, že USA zahájily přímá jednání s Íránem o jeho jaderném programu. Dodal také, že Írán má dva měsíce na uzavření dohody; dvouměsíční lhůta vypršela den před izraelskými údery.
V květnu 2025 Mezinárodní agentura pro atomovou energii oznámila, že Írán disponuje 409 kg uranu obohaceného na 60 %. Den před údery Mezinárodní agentura pro atomovou energii poprvé za 20 let uvedla, že Írán neplní své jaderné závazky. Írán na to reagoval oznámením o zahájení provozu nového zařízení na obohacování uranu a instalací modernějších odstředivek.
Podle expertů Írán nebyl v červnu 2025 před dokončením jaderných bomb. Disponoval sice velkou zásobou obohaceného uranu, ale neměl jiné podstatné technologie k výrobě bomby. Pokud by se rozhodl jadernou bombu vyrobit, potřeboval by podle odhadů nejméně rok. Podle odborníka na jadernou bezpečnost Michala Smetany byl íránský jaderný program v letech 2016 až 2020 ze všech států pod nejpodrobnější kontrolou Mezinárodní agentury pro atomovou energii (MAAE), přičemž při kontrolách spolupracoval. Situace se začala měnit až po vypovězení Společného komplexního akčního plánu ze strany USA. Nicméně kontroly pokračovaly až do roku 2025, přičemž Írán postupně snižoval spolupráci s MAAE.
Podle Mezinárodní agentury pro atomovou energii (MAAE) Írán obohacuje uran až na 60% štěpné čistoty, přičemž by obohacení mohlo stoupnout až na 90%, což je úroveň vhodná pro jaderné zbraně. Podle expertů západních mocností neexistuje žádné civilní využití pro tak vysoce obohacený uran. Podle MAAE Fordó vyprodukovala 166,6 kg uranu obohaceného až na 60%, což podle současných měřítek stačí na necelé čtyři jaderné bomby.

### Přímý íránsko-izraelský konflikt
Ačkoli Írán a Izrael již dlouho vedou zástupný konflikt, v roce 2024 došlo poprvé k přímému konfliktu mezi oběma zeměmi. Po leteckém útoku na íránský konzulát v Damašku, který je připisován Izraeli, provedl Írán v dubnu 2024 útok na Izrael. V témže měsíci provedl Izrael odvetu, což byly první přímé vojenské konfrontace mezi oběma státy. V červenci provedl Izrael atentát na Ismáíla Haníju, předsedu politbyra Hamásu. V říjnu zaútočil Írán na Izrael a naopak. V prosinci došlo k pádu režimu rodiny al-Asadových v Sýrii, čímž Írán přišel o jednoho spojence. V důsledku války v Pásmu Gazy a konfliktu mezi Izraelem a Hizballáhem výrazně oslabily organizace Hamás a Hizballáh, které jsou členy Osy odporu.

### Krátce před útokem
Dne 12. června 2025 ABC News informovala, že Izrael zvažuje vojenskou akci proti Íránu. O několik hodin později byli podle CBS News američtí představitelé informováni, že Izrael je „plně připraven“ zahájit operaci proti Íránu. Trumpova vláda údajně zvažovala, jak Izrael podpořit, aniž by operaci vedla. Mike Huckabee, americký velvyslanec v Izraeli, uvedl, že je nepravděpodobné, že by Izrael zaútočil na Írán bez souhlasu Trumpovy vlády. Izrael informoval Trumpovu vládu, že o zahájení útoků bude předem informována. Americký prezident Donald Trump hovořil s izraelským premiérem Benjaminem Netanjahuem v předvečer útoků a později přiznal, že o plánovaných akcích Izraele věděl předem. Podle nejmenovaného izraelského představitele Spojené státy věděly o plánované operaci nejméně týden předem.

### Koaliční krize v Izraeli
V červnu 2025 opozice vyvolala hlasování o důvěře vlády. Rozkol se podařilo vytvořit v otázce služby v armádě pro ultraortodoxní Židy. Aliance Sjednocený judaismus Tóry pohrozila podpořením vyslovení nedůvěry a rozpuštění Knesetu. Během vládní krize ovšem izraelská armáda zaútočila na íránský jaderný program, přičemž se politické strany opět semknuly a odmítaly posilovat vnitropolitické pnutí. O plánu útoku na Írán se přitom koaliční členové vlády dozvěděli necelý den před hlasováním o případném rozpuštění Knesetu. Opozice po oznámení provedení prvního útoku na Írán návrh bodu hlasování o vyslovení nedůvěry vládě stáhla ze schůze Knesetu. Netanjahu nakonec slíbil rozvolnění podmínek pro charedim a Kneset v době války odmítl hlasovat o svém rozpuštění (při hlasování 61 proti a 53 pro v otázce zařazení tohoto bodu na program schůze).

## Izraelské útoky

### 13. červen

#### Ráno

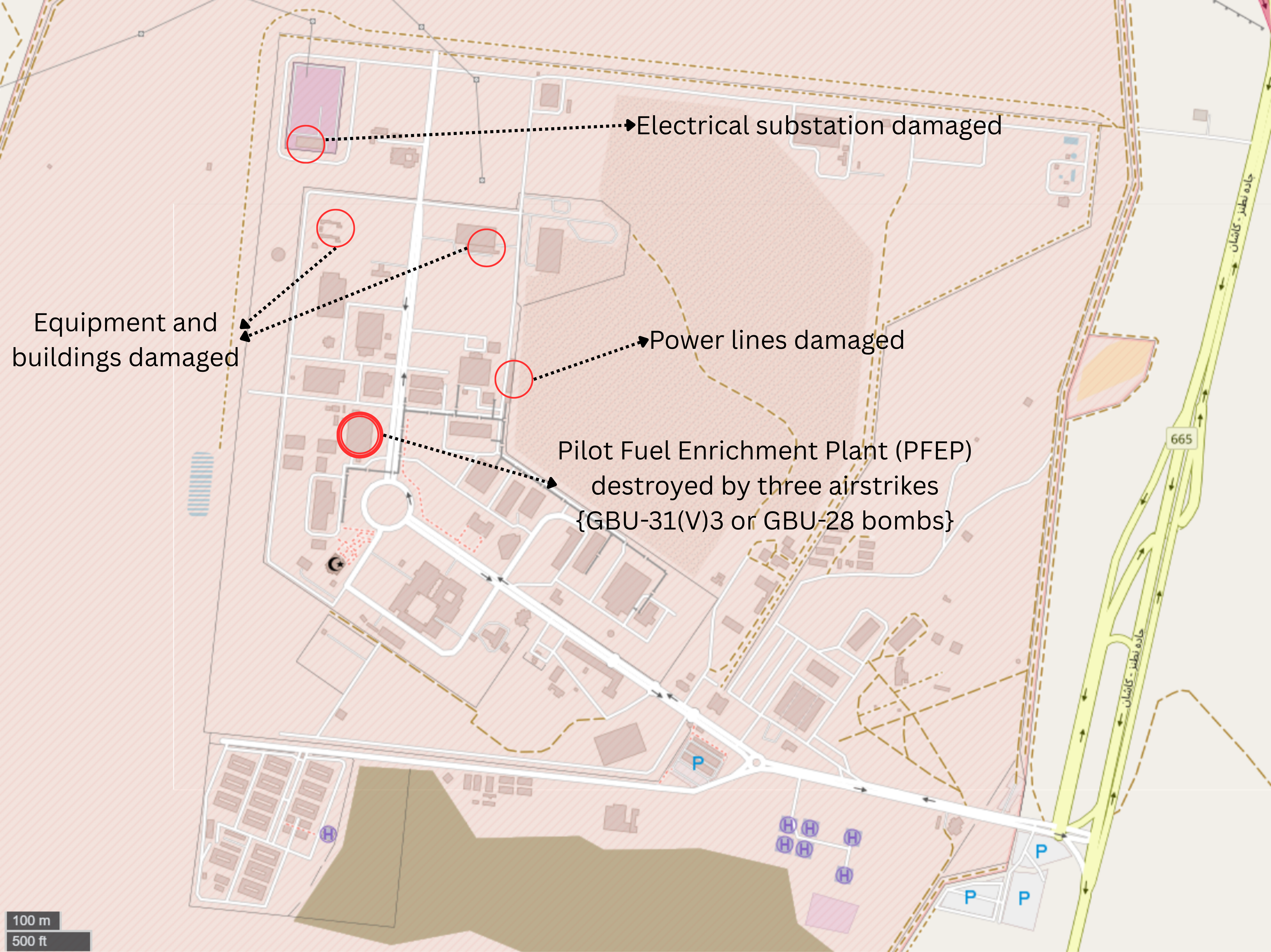
Izraelské nálety na Jaderné zařízení Natanz

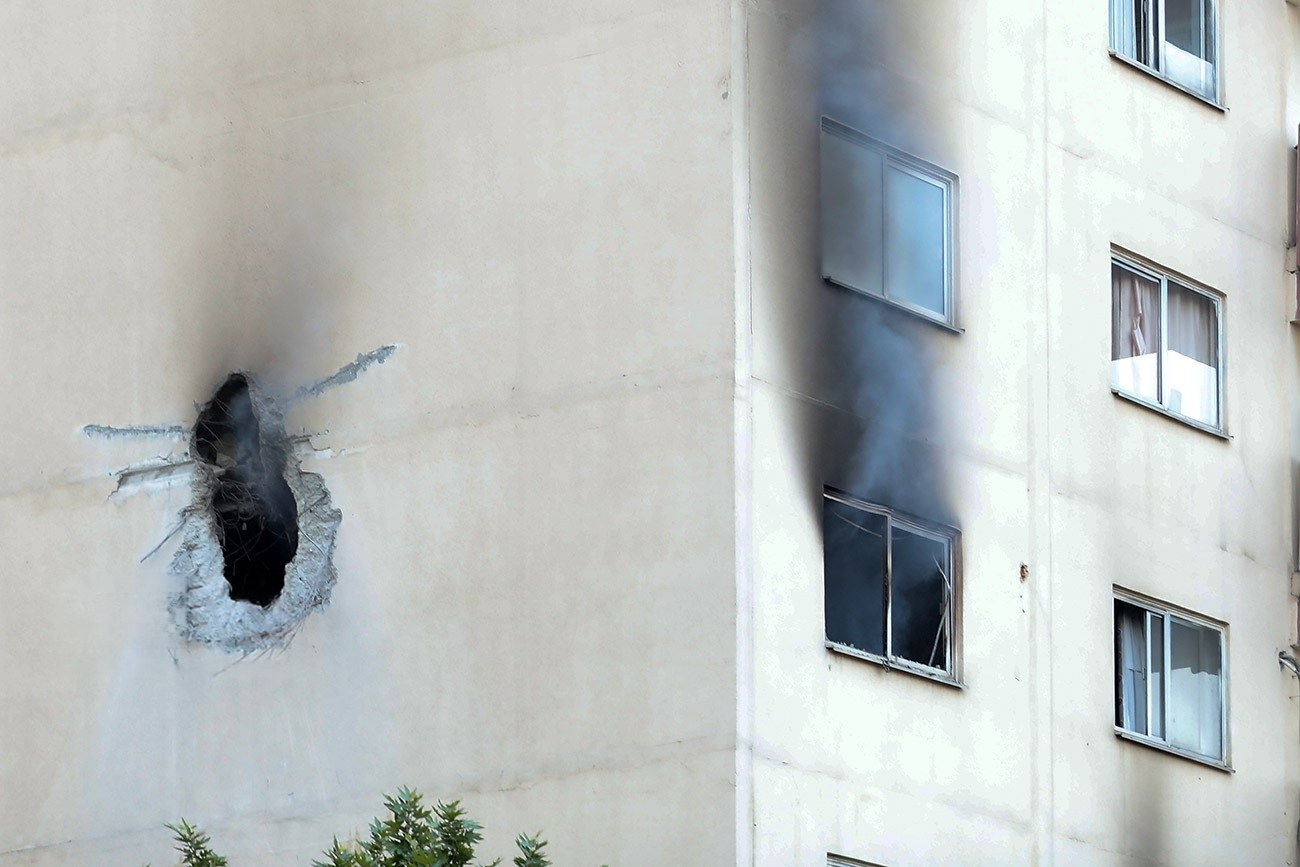
Následky útoku na budovu v Teheránu

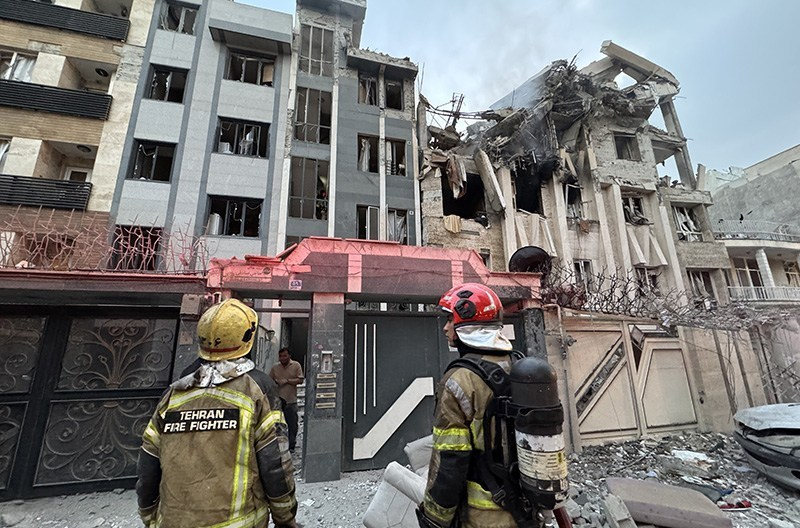
Následky izraelských útoků v Teheránu

V časných ranních hodinách zahájilo Izraelské vojenské letectvo údery zaměřené na íránská jaderná zařízení a vojenskou infrastrukturu. Do 6:30 ráno letectvo provedlo pět vln útoků. Do útoků se zapojila také zpravodajská služba Mosad, která provedla sabotážní akce zaměřené na systémy protivzdušné obrany a infrastrukturu raket dlouhého doletu. Během útoků nedošlo k žádným jaderným haváriím, jelikož Izrael nezasáhl funkční jaderné reaktory.
Mluvčí Izraelských obranných sil Efi Defrin uvedl, že bylo nasazeno více než 200 stíhacích letounů, včetně F-35l Adir, které zasáhly více než 100 cílů. Podle nejmenovaného armádního činitele Mosad vybudoval poblíž Teheránu tajnou základnu dronů. Drony byly použity ke zničení protivzdušné obrany, díky čemuž byly útoky úspěšnější. Mimo jiné Izrael do Íránu propašoval agenty Mosadu a přesné zbraňové systémy.
Kolem 3 hodiny ráno vyhlásil izraelský ministr obrany Jisra'el Kac celostátní stav nouze, varoval před bezprostředním odvetným útokem a řekl, že v případě izraelských útoků jde o „preventivní údery“. Z důvodu možného protiútoku se po celém Izraeli rozezněly sirény.
Výbuchy byly hlášeny po celém Teheránu, včetně okolních vojenských základen a čtvrti Šahrák-e Mahálátí, kde bydlí vysocí představitelé íránských ozbrojených sil. Podle časopisu Time se v důsledku síly některých výbuchů zřítilo několik budov. Izrael také zasáhl města Isfahán, Kermánšáh a Arák. Íránská státní zpravodajská agentura uvedla, že při útocích zahynuli civilisté a že byly zasaženy obytné budovy.
Terčem útoků se stalo jaderné zařízení v Natanzu, kde se nachází jedno z hlavních středisek íránského jaderného programu. Zasaženy byly rovněž jaderné elektrárny v Chondábu a Chorramábádu. Podle prohlášení Mezinárodní agentury pro atomovou energii (MAAE) s odvoláním na íránské úřady nedošlo v jaderném zařízení v Natanzu po izraelských útocích k žádnému zvýšení úrovně radiace.

#### Odpoledne

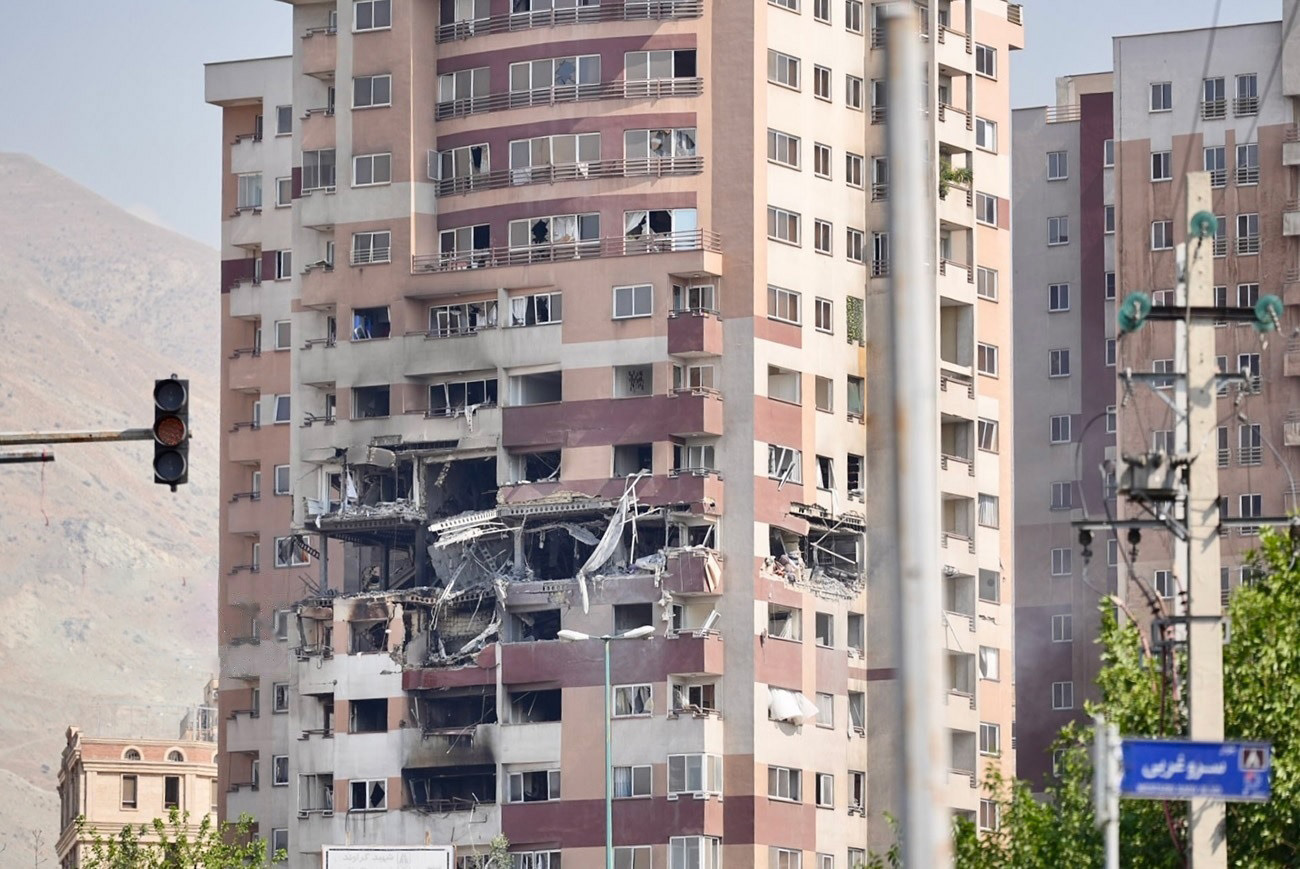
Obytný dům v Teheránu poškozený během izraelského útoku

V časných odpoledních hodinách Izrael provedl údery poblíž letiště v Tabrízu. Izrael zasáhl také Šíráz. K výbuchům došlo rovněž na letecké základně Hamadán a vojenské základně Párčín. K dvěma výbuchům došlo také poblíž podzemní továrny na obohacování uranu ve Fordo, kde údajně protivzdušná obrana sestřelila izraelský bezpilotní letoun. Izraelské obranné síly (IOS) později uvedly, že zničily desítky íránských dronů a odpalovacích zařízení raket země-země.
V průběhu dne IOS potvrdily, že zasáhly Centrum jaderné technologie v Isfahánu.
Íránská média informovala, že nad íránským vzdušným prostorem byly sestřeleny nejméně dva izraelské stíhací letouny a byla zajata pilotka. IOS tuto informaci popřely.
Podle izraelského ministra obrany J. Kace byla při leteckém útoku na íránské podzemní velitelské centrum zabita většina velitelů letectva Islámských revolučních gard.
Podle izraelské záchranné služby Magen David Adom bylo při íránských útocích během večera zraněno 63 osob, přičemž 1 osoba je v kritickém stavu a 1 osoba je ve vážném stavu.

### 14. červen

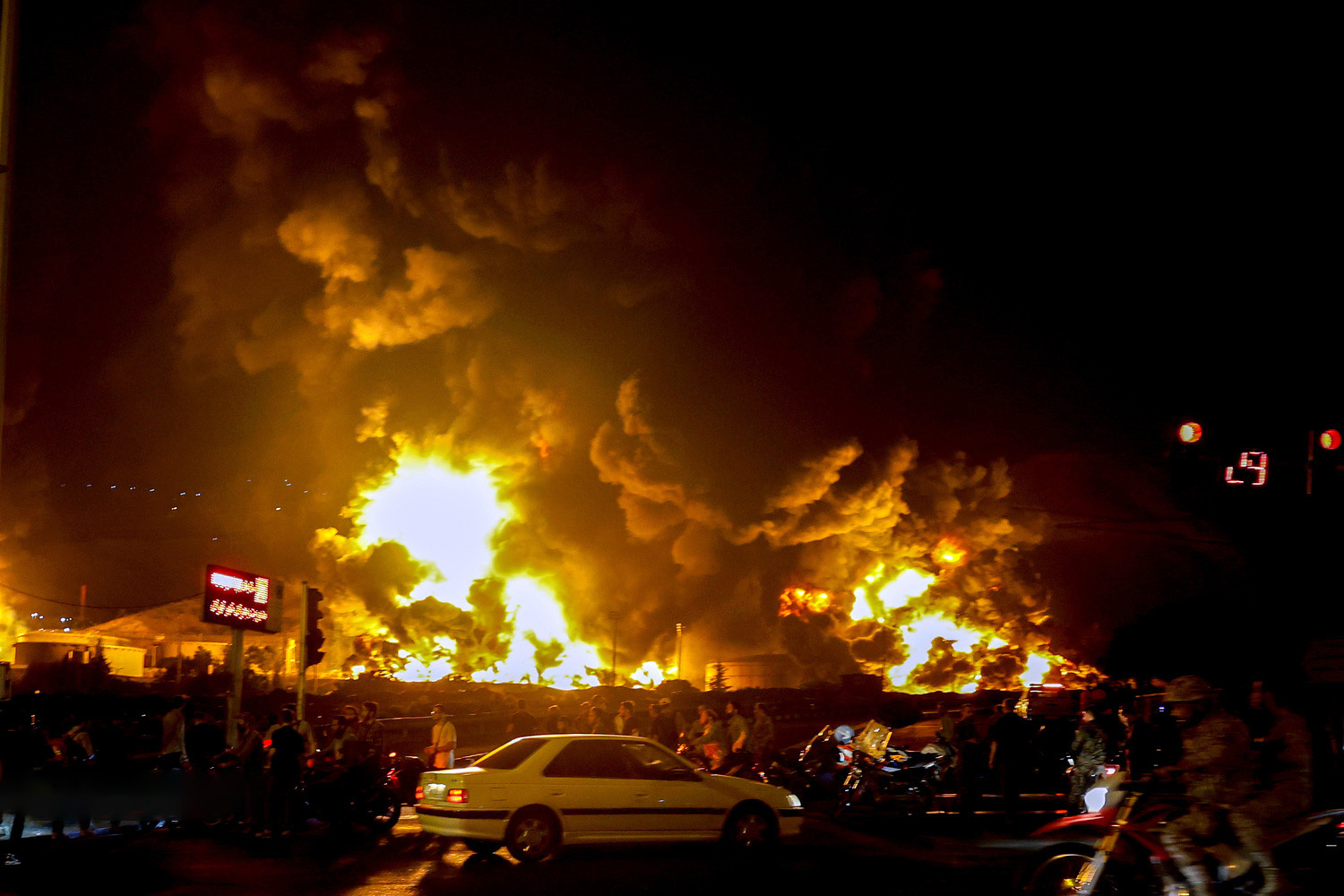
Požár po izraelském útoku

Brzy ráno íránská média informovala o výbuchu na mezinárodním letišti Teherán-Mehrabád, který způsobil velký požár. Podle agentury Fars zasáhly letiště dvě rakety. Íránská protivzdušná obrana sestřelila rakety nad Isfahánem a několik izraelských dronů na průzkumných misích v severozápadním Íránu. Náčelník Generálního štábu Izraelských obranných sil Ejal Zamir a velitel Izraelského vojenského letectva Tomer Bar prohlásili, že „cesta do Teheránu je připravena“. Izraelské obranné síly uvedly, že bombardovaly podzemní zařízení v západním Íránu, kde byly uskladněny balistické rakety a střely s plochou dráhou letu.
Írán prohlásil, že sestřelil další izraelskou stíhačku. Íránské ministerstvo ropy oznámilo, že byly napadeny dvě ropná pole v provincii Búšehr. Izraelské obranné síly prohlásily, že ovládly vzdušný prostor od západního Íránu po Teherán. Podle Červeného půlměsíce Izrael zasáhl 18 z 31 íránských provincií a 1 414 jeho zaměstnanců se podílelo na záchranných pracích.
V 23:11 místního času izraelská armáda oznámila, že zahájila novou vlnu útoků na vojenské cíle v Teheránu. Ve městě byly zasaženy sklady ropy a benzínu, což způsobilo výpadek elektřiny ve čtvrti Šahrán. Agentura Tasním uvedla, že bylo zasaženo sídlo ministerstva obrany a budova Organizace pro obranné inovace a výzkum.

### 15. červen
Izraelské obranné síly varovaly íránské civilisty, aby se evakuovali z oblastí poblíž zbrojních továren a vojenských základen v Šírázu. Izrael bombardoval budovu ministerstva spravedlnosti v Teheránu. Izraelské letouny zaútočily na tankovací letoun na mezinárodním letišti Mašhad, vzdáleném asi 2 300 kilometrů od svého území – pravděpodobně se jednalo o nejvzdálenější útok v historii Izraele.
Írán požádal Omán a Katar o zprostředkování jednání se Spojenými státy americkými s cílem zastavit útoky a obnovit rozhovory o nové jaderné dohodě. Írán uvedl, že zadržel dvě osoby, které podle něj byly příslušníky Mosadu.
V Teheránu vybuchlo v blízkosti vládních budov a jaderných zařízení pět aut. Íránská státní zpravodajská agentura s odvoláním na informované zdroje napsala, že bomby nastražil Izrael, což však izraelský představitel odmítl.

### 16. červen
Izraelské obranné síly zasáhly velící středisko jednotek Quds v Teheránu. Nejmenovaný izraelský představitel sdělil deníku The Wall Street Journal, že existují důkazy, že podzemní část jaderného zařízení Natanz implodovala. Televizní kanál Iran International informoval, že v okolí jaderného zařízení Fordo byly slyšet výbuchy. Izrael rovněž zaútočil na vojenský komplex Parčín. Zpravodajská agentura spojená s íránskou justicí oznámila, že údajný agent Izraele byl popraven oběšením.
Mluvčí Izraelských obranných sil Efi Defrin uvedl, že bylo zničeno 120 odpalovacích zařízení pro rakety země-země, což je 30 % z celkového počtu íránských odpalovacích zařízení pro rakety. Izraelský premiér Benjamin Netanjahu informoval, že Izrael kontroluje vzdušný prostor nad Teheránem. Izrael zničil konvoj se zbraněmi mezi Teheránem a Qomem.

### 17. červen
Americký prezident Donald Trump 17. června vyzval k evakuaci celého Teheránu a Írán k bezpodmínečné kapitulaci. V reakci Írán vyzval k evakuaci obyvatele Haify a Tel Avivu. V téže době Mezinárodní agentura pro atomovou energi vyhodnotila, že izraelské nálety nejenom zničily nadzemní provoz zařízení na obohacování uranu v Natanzu, ale také pravděpodobně poškodily podzemní centrifugy.

### 18. červen
Izraelská armáda uvedla, že v noci na 18. června zaútočila na íránské továrny na zbraně a na jaderná zařízení. Íránská státní televize oznámila, že protivzdušná obrana zničila ve vzduchu izraelský bezpilotní prostředek Hermes. Alí Chameneí Izraeli podle médií vzkázal, že „bitva začala“. Spojené státy se rozhodly dočasně uzavřít své velvyslanectví v Jeruzalémě a Trump telefonicky jednal s Benjaminem Netanjahuem. Podle médií Trump zvažoval přímé americké zapojení do úderů na Írán. Přičemž USA disponovaly zbraněmi, které by mohly zničit i podzemní provozy jaderných zařízení.
Proizraelská hackerská skupina Gonjeshke Darande (Dravý vrabec) provedla rozsáhlý útok proti íránské kryptoměnové burze Nobitex. Útočníci získali alespoň 81 milionů dolarů, pozdější odhady mluvily o škodě přes 90 milionů. Podle skupiny burza sloužila k financování íránského režimu. Izrael současně podnikl hackerský útok na íránskou státní televizi. Do jejího živého vysílání krátce dostal výzvy, aby Íránci protestovali proti tamnímu režimu.
Izraelský ministr obrany J. Kac na svém účtu na síti X oznámil, že izraelské stíhací letouny během dne zničily sídlo íránské vnitřní bezpečnosti v Teheránu.

### 19. červen
Izraelská armáda oznámila, že zasáhla těžkovodní reaktor v íránském Aráku, zařízení na výrobu jaderných zbraní v Natanzu a desítky vojenských cílů na různých místech země. Útočilo celkem 40 stíhaček.

### 20. červen
Útoky byly znovu vedeny na základnu Sanjarian v provincii Teherán, což je zařízení zařazené v íránském programu vývoje jaderných zbraní Amad a výroby raketových komponentů. Útok bezpilotním prostředkem byl veden na rezidenci ve čtvrti Giša v Teheránu, při kterém byl údajně zabit íránský jaderný vědec. Další útok byl veden základnu IRG v Bostan Abádu v provincii Východní Ázerbájdžán.
Mezi dalšími zasaženými cíli bylo i velitelství Organizace obranných inovací a výzkumu (SPND) v Teheránu, což je agentura zaměřená na obranný výzkum a vývoj, o které se uvádí, že se podílí na vývoji íránských jaderných zbraní. IOS dále útočily základnu protivzdušné obrany v Ahvázu a regionální velitelství IRG v Karbale. V jižním Íránu, zasáhla vlna izraelských náletů několik základen balistických raket a 6. taktickou leteckou základnu v provincii Búšehr, přičemž útoky nezasáhly jaderný reaktor v Búšehru. Útoky byly vedeny také na pozice IRG v Čitgaru na severozápadě provincie Teherán. IOS během dne zaútočily na velitelství íránského Velitelství pro vymáhání práva (LEC) v centru Teheránu a velitelství speciálních jednotek LEC v jihovýchodní části Teheránu. Tyto speciálně vycvičené jednotky jsou nasazovány na potlačování občanských nepokojů, které přesahují síly policie. 
Ve stručném prohlášení izraelské obranné síly (IDF) uvedly, že cílí na vojenskou infrastrukturu v západním a centrálním Íránu.
Údajně se protestů proti izraelským náletům ve městech Teherán, Tabríz, Šíráz, Isfahán, Mašhad a Kom zúčastnily stovky tisíc lidí. Záběry ukazují, jak mávají vlajkami Íránu a Hizballáhu a fotografiemi zavražděných íránských velitelů a nejvyššího vůdce Alího Chameneího.[zdroj⁠?!]

### 21. červen
Izraelská armáda provedla další nálety na zařízení v Isfahánu. Izrael dále uvedl, že při útocích v Komu a Teheránu zabil dva vysoce postavené velitele a že provedl další údery na íránská zařízení pro skladování a odpalování raket. Íránská média informovala, že při úderu v Komu zřejmě zemřela 16letá osoba a další dva lidé utrpěli zranění.
Podle IOS byli při izraelském útoku podél íránsko-irácké hranice zabiti Hajdar al-Musáví, vysoce postavený příslušník irácké, Íránem podporované skupiny Katáíb, bývalý Nasralláhův asistent Abú Alí al-Chálil a jeho syn Mahdí al-Chálil.

### 22. červen
Během dne provedly Spojené státy letecké a raketové útoky proti 3 íránským jaderným zařízením. Zasaženy byly Závod na obohacování uranu Fordo ve Fordo v provincii Qom, jaderné zařízení Natanz a Isfahan Nuclear Technology Center (INTC) v Isfahánu.
Izrael provedl letecké útoky na velitelství divize IRG v Tabrízu, továrnu na výrobu tuhého paliva pro balistické rakety dlouhého doletu v Šahrúdu, odpalovací rampy pro rakety protivzdušné obrany a sklad UAV při dalších útocích v provinciích Isfahán, Búšehr a Chúzistán. V provincii Chúzistán, severně od města Dezfúl nálety zasáhly 92. obrněnou divizi íránské armády Arteš.

### 23. červen
Izrael 23. června provedl zatím nejrozsáhlejší sérii svých útoků na Teherán. Mezi cíli byla například známá teheránská věznice Evín, kde jsou drženi političtí vězni, lidskoprávní aktivisté nebo zahraničí občané. Francouzský ministr zahraničí Jean-Noël Barrot uvedl, že izraelský útok ohrozil občany jeho země, kteří jsou mezi vězni, což bylo nepřijatelné.

### 24. červen
V noci na 24. června Izrael podnikl další útoky na Teherán. Zabito bylo minimálně devět lidí.

## Íránské útoky

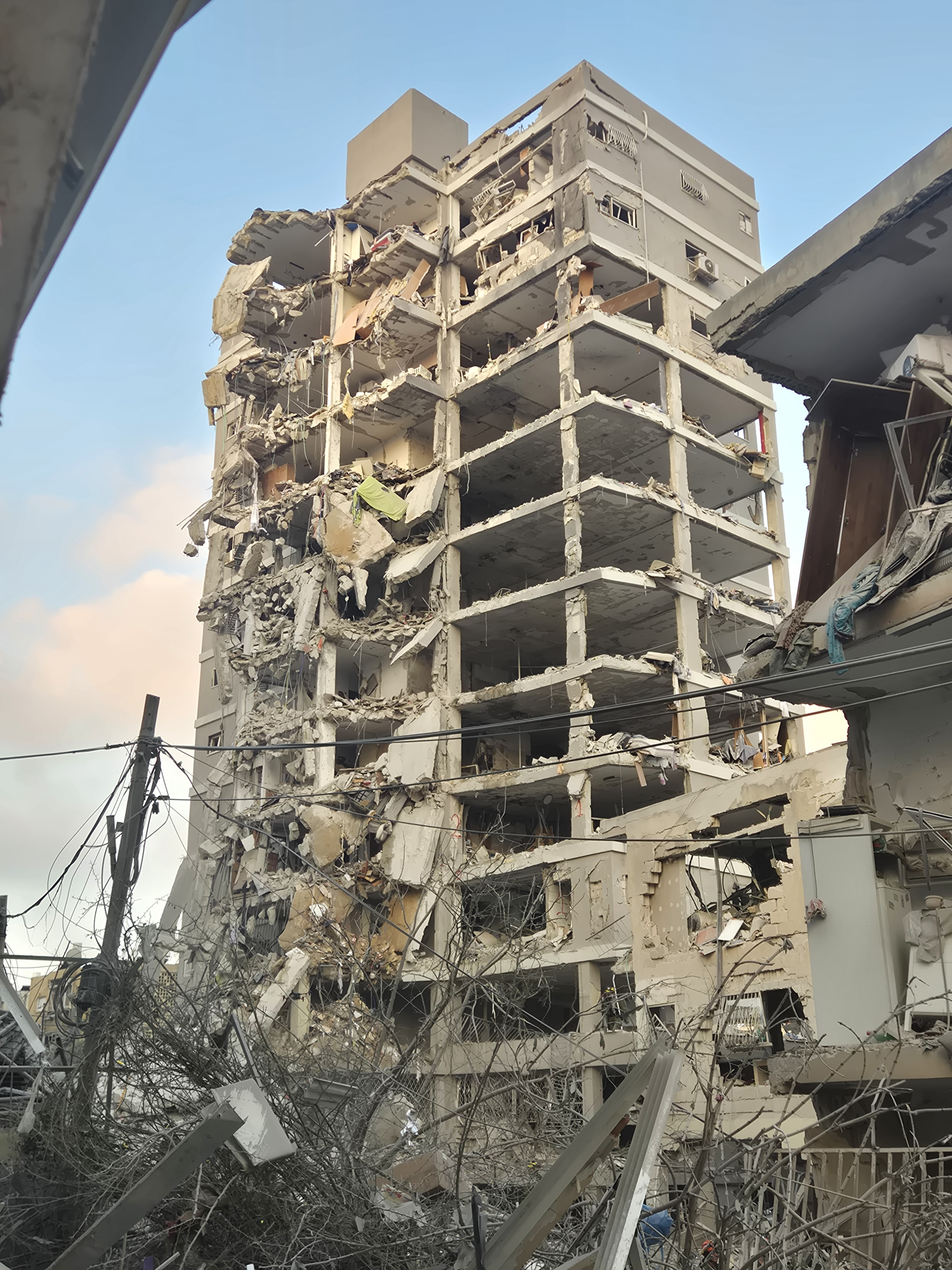
Následky íránských útoků v Bat Jam

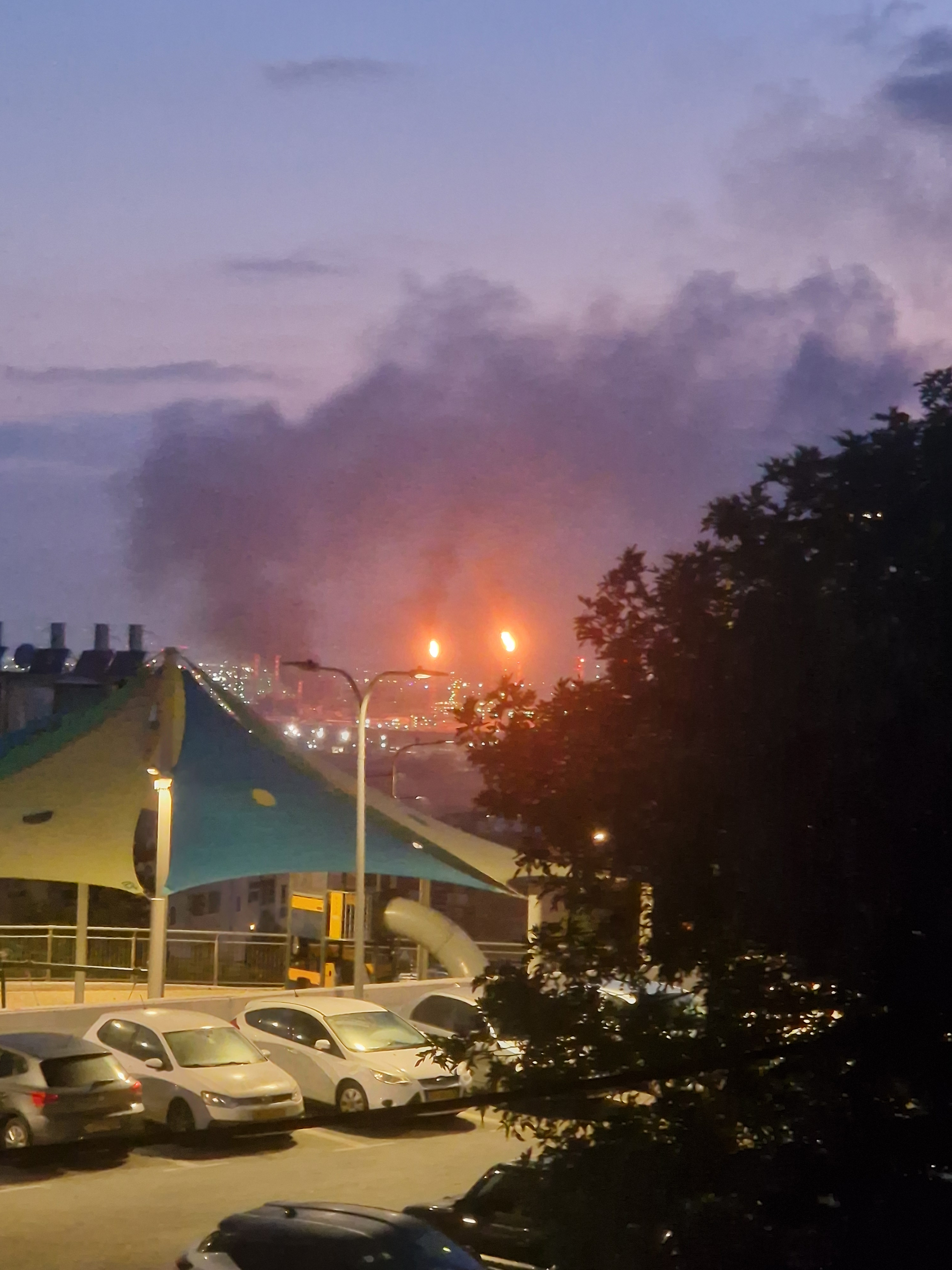
Požár po zásahu ropné rafinérie v Haifě

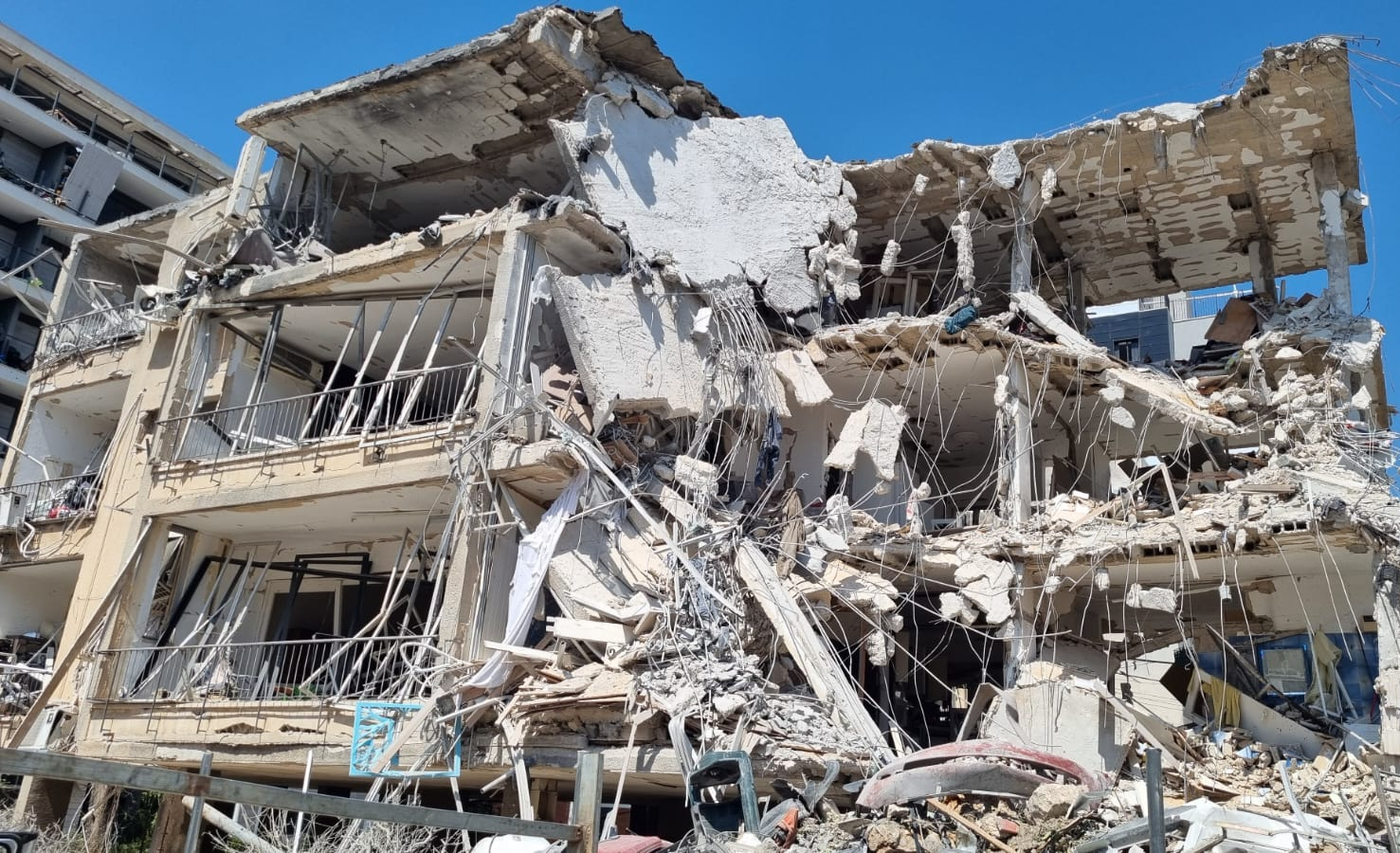
Zničená budova v Ramat Gan

### 13. červen
V reakci na izraelské útoky íránský ministr zahraničí Abbás Aráqčí prohlásil, že Izrael „vyhlásil Íránu válku“ a slíbil „tvrdou odvetu“. Nejmenovaný íránský vysoký vojenský velitel pohrozil, že Írán zaútočí na americké základny na Blízkém východě. V první vlně odvetných útoků Írán vypálil přibližně 100 raket a v následující vlně desítky dalších. Írán rovněž vyslal na Izrael více než 100 dronů. Íránské rakety zasáhly Tel Aviv, včetně vojenského komplexu ve čtvrti ha-Kirja. V jordánském hlavním městě Ammánu byly spuštěny sirény. Na sestřelování dronů se podílelo jordánské královské letectvo a izraelské letectvo, které sestřelovalo drony nad Sýrii či Saúdskou Arábií. Podle izraelských představitelů se na zachycování íránských balistických raket podílely i Spojené státy. Jeden ze sestřelených dronů dopadl na dům a zranil tři osoby v jordánském Irbidu. Izraelské obranné síly odhadují, že Írán vypálil ve dvou vlnách přibližně 150 balistických raket.
Jemenští Hútíové zasáhli Hebron na Západním břehu Jordánu a zranili pět Palestinců. Izraelská zdravotnická záchranná služba Magen David Adom oznámila, že bylo zraněno nejméně 63 Izraelců – jeden kriticky, jeden vážně, osm lehce a zbytek mírně. Mezi zraněnými bylo sedm vojáků, kteří utrpěli lehká zranění. Televizní stanice al-Džazíra informovala, že někteří izraelští Arabové nebyli puštěni do protileteckých krytů.

### 14. červen
Kolem 1 hodiny ráno Írán vypálil další desítky raket, z nich většina byla podle mluvčího Izraelských obranných sil zachycena. Při útoku bylo zraněno sedm lidí, z toho jeden lehce. Dva příslušníci Magen David Adom utrpěli lehká zranění poté, co střepina zasáhla jejich jednotku intenzivní péče.
Počet zraněných civilistů vzrostl na více než 60, přičemž několik domů bylo podle zpráv těžce poškozeno. V důsledku přímého zásahu budovy v Rišon le-Cijon byli zabiti nejméně dva civilisté a více než 20 dalších bylo zraněno, včetně tříměsíčního dítěte. Izraelské obranné síly oznámily, že Írán od 13. června vypálil 200 balistických raket, z nichž asi 25 % dopadlo na otevřená území. Dodaly také, že „malý počet” raket se nepodařilo zneškodnit a zasáhl obytné oblasti v Tel Avivu, Ramat Gan a Rišon le-Cijon, což si vyžádalo oběti.

### 15. červen
Ráno Írán a Hútíové současně odpálili balistické rakety, které zasáhly budovy v Bat Jam a Rechovotu, nákupní centrum v Kirjat Ekron a Tel Avivu. Při útoku v Bat Jam zahynulo devět lidí, včetně tří dětí ve věku osm, deset a osmnáct let, a jedna osoba je pohřešována. Podle starosty Bat Jam bylo poškozeno 61 budov. Podle Magen David Adom bylo zraněno asi 200 lidí, z nichž několik vážně.
Írán rovněž zasáhl Weizmannův institut věd v Rechovotu a několik dalších budov.

### 16. červen
Jedna raketa dopadla poblíž amerického konzulátu v Tel Avivu a její tlaková vlna způsobila menší škody. Zasažena byla také škola v Tel Avivu a domy v Bnej Brak, Haifě a Petach Tikvě. Při těchto útocích zahynulo osm civilistů a dalších 90 bylo zraněno. Izrael oznámil, že přes noc bylo hospitalizováno 287 lidí. Ve městě Bat Jam bylo pod troskami nalezeno tělo staršího muže. Írán poškodil největší ropnou rafinérii v zemi, nacházející se v Haifě, a zabil tři její pracovníky. Izrael uvedl, že od začátku války Írán vypálil 350 raket, které si vyžádaly 24 obětí.
Írán prohlásil, že nebude jednat se Spojenými státy americkými, dokud nedokončí odvetné akce proti Izraeli a dokud bude Izrael nadále útočit na íránská města.
Dron vystřelený směrem k americkému konzulátu v iráckém Irbílu byl zachycen.

### 17. červen
V ranních hodinách Írán vystřelil na Izrael asi 20 raket. Zasažena byla města Tel Aviv, Bat Jam a Tamra. Zpravodajský portál Ynet informoval, že íránské rakety poškodily osmipodlažní budovu v Herzliji a zničily prázdný autobus. Výbuchy byly slyšet v metropolitní oblasti Guš Dan a v západním Jeruzalémě. The Times of Israel informoval, že Izrael během noci z 16. na 17. června sestřelil 30 íránských dronů. Islámské revoluční gardy uvedly, že zasáhly vojenské zpravodajské centrum a operační plánovací centrum Mosadu. Deník The Washington Post napsal, že Írán nezasáhl budovy používané Mosadem, ale zasáhl tábor Moše Dajana, kde sídlí zpravodajská služba Aman a jednotka 8200. Izraeli se v noci podařilo zachytit všechny íránské balistické rakety vyslané na severní Izrael.

### 18. červen
Izrael sestřelil tři íránské drony v noci z 17. na 18. června.
Izraelské obranné síly uvedly, že Írán od začátku války vystřelil na Izrael 400 raket a 1 000 dronů. Dodaly, že pouze 20 raket zasáhlo městské oblasti a že méně než 200 dronů dosáhlo izraelského vzdušného prostoru, přičemž žádný z nich nezasáhl cíl.
Írán večer vystřelil na Izrael jednu balistickou raketu, což spustilo sirény v Tel Avivu a okolí. Podle Islámských revolučních gard byla při útoku použita raketa středního doletu Sadžíl. Jeden muž byl lehce zraněn, když mu na auto dopadl úlomek sestřelené rakety. Podle deníku The Washington Post vydrží Izraeli při současném tempu íránských útoků protiraketové střely 10 až 12 dní.

### 19. červen
Kolem půlnoci vyslal Írán na Izrael salvu balistických raket. Izrael sestřelil dva íránské drony.
V ranních hodinách Írán vystřelil na Izrael salvu přibližně 20 balistických raket, které zasáhly nemocnici Soroka v Beer Ševě, Tel Aviv, Ramat Gan a Cholon. Samotný útok na nemocnici způsobil rozsáhlé škody a pravděpodobný únik chemických látek. Celkem 71 osob utrpělo lehká zranění. Íránská státní zpravodajská agentura uvedla, že nemocnice byla zasažena náhodou, přičemž hlavním cílem byl nedaleký technologický park Gav-Jam, údajně využívaný izraelskou armádou. Po útoku na nemocnici izraelský ministr zahraničních věcí Gid'on Sa'ar řekl: „Íránský režim úmyslně útočí na civilisty... páchá válečné zločiny“ a „nemá žádné červené linie“. K útoku se rovněž vyjádřil opoziční politik Avigdor Lieberman: „Představte si, co by Írán udělal s jadernými zbraněmi. Musíme pokračovat v boji proti Íránu, dokud nebude jeho jaderný program zcela eliminován“. Ministr obrany Jisra'el Kac označil nejvyššího vůdce Íránu Alího Chámeneího za „moderního Hitlera“ a dodal, že eliminace Chámeneího je v souladu s válečnými cíli izraelské armády. V Ramat Gan byla zasažena mateřská škola. V důsledku útoků na bytové domy v Cholonu bylo zraněno 16 osob, z toho čtyři vážně. Podle izraelského ministerstva zdravotnictví bylo při útocích zraněno 271 lidí, z toho čtyři vážně a 16 středně. Samotný útok na nemocnici Írán rovněž použil kazetovou pumu obsahující přibližně 20 submunice, z nichž každá obsahovala 2,5 kilogramu výbušnin.

### 20. červen
Během rána IOS zničily 1 íránský bezpilotní letoun nad Haifou a 3 bezpilotní letouny nad Mrtvým mořem. Tyto bezpilotní prostředky byly na Izrael vyslány již 19 června. Podle IOS bylo během dne zničeno celkem 15 íránských bezpilotních prostředků.
Při útoku balistickými raketami, z nichž minimálně jedna nesla kazetovou munici byly zasaženy Beer Ševa, Haifa a Rechovot. Nálože z rakety zasáhly školku v Beer Ševě,Weizmannův institut věd v Rechovotu, mešitu al-Jarina v Haifě, věž Migdal ha-Mifras v Haifě a blíže nespecifikovaný soukromý byt. V Karmielu zemřela 1 žena na infarkt při přesunu do krytu. Podle izraelských zdravotníků bylo dopady raket v Haifě zraněno 23 osob, z toho 3 těžce.

### 21. červen
Hútiové pohrozili raketovými útoky na americké lodě v Rudém moři, pokud se Spojené státy zapojí do do izraelsko-íránské války.

### 22. červen
Při íránských útocích na Izrael bylo dne 22. června zraněno 86 lidí. Podle deníku Haarec bylo poničeno několik budov v Tel Avivu. Íránská armáda uvedla, že cílila i na mezinárodní Ben Gurionovo letiště, centra biologického výzkumu a různá vojenská velitelství. Írán vypálil několik dalších raket na Izrael krátce poté, co se Spojené státy zapojily do izraelsko-íránské války. Írán podle vlastního vyjádření vypálil ve dvou vlnách 22 až 30 raket zaměřených na Izrael. Izraelská protivzdušná obrana oznámila zachycení 30 íránských dronů.
Íránské revoluční gardy oznámily odpálení balistické rakety s kazetovou hlavicí Chorramšahr-4 na Izrael. Podle IOS byla ale raketa zničena izraelským náletem před startem.

### 24. červen
Íránská raketa zabila ráno 24. června ve městě Beer Ševa na jihu Izraele nejméně čtyři lidi a přes 20 dalších zranila. Írán podle izraelské armády vyslal na Izrael ráno šest salv raket v době, kdy mělo podle amerického prezidenta Donalda Trumpa začít platit po 12 dnech bojů příměří mezi oběma zeměmi. Íránská agentura SNN podle Reuters na konci série úderů uvedla, že šlo o poslední salvu před začátkem příměří.

## Americká intervence
Dne 22. června 2025 Spojené státy americké provedly tzv. operaci Půlnoční kladivo (anglicky Midnight Hammer). Americký prezident Donald Trump oznámil, že americké letectvo a námořnictvo zaútočilo na několik íránských jaderných zařízení, a to konkrétně ve městech Fordo, Natanz a Isfahán, kde se nacházela klíčová zařízení pro obohacování uranu v zemi. K útoku byly použity letouny Northrop B-2 Spirit, vyzbrojené naváděnými pumami GBU-57 MOP, a střely BGM-109 Tomahawk odpálené z ponorek.
Dne 23. června 2025 Írán odpálil rakety na americkou vojenskou základnu Al-Udajd v Kataru. Katar následně oznámil, že se jeho protivzdušné obraně podařilo úder úspěšně zachytit a nikdo nebyl zraněn ani nezemřel. Islámské revoluční gardy tvrdily, že americkou základnu zasáhlo celkem šest raket. USA jednorázovou odvetu očekávaly.

## Příměří
Po dvanácti dnech bojů, 24. června, americký prezident Donald Trump na sociální síti oznámil vyhlášení příměří. Írán i Izrael podle něj souhlasily. Írán o několik hodin později ústy ministra zahraničí Abáse Arakčího oznámil, že s příměřím nesouhlasil, ale je připraven útoky ukončit. Podle íránské televize byl klid zbraní Izraeli vnucen. Izrael v začátku oficiálně situaci nekomentoval. Trump ještě během téhož dne uvedl, že obě země příměří porušily. Řekl také, že ani jedna země ho nepotěšila, ale že obzvláště nespokojen je s Izraelem. Na svou sociální síť napsal: „Izraeli. Přestaň shazovat ty bomby.“ a „Hned dostaň své piloty domů!“.
Dne 24. června odpoledne íránský prezident Masúd Pezeškján uvedl, že Írán bude respektovat příměří, pokud ho dodrží i Izrael. Několik hodin poté izraelský ministr obrany Jisra'el Kac na sociální síť X napsal, že Izrael bude respektovat příměří, pokud tak bude činit i Írán.
Za vítěze války se prohlásili jak představitelé Izraele, tak představitelé Íránu, a rovněž Donald Trump.

## Oběti

### Írán
Podle íránského ministerstva zdravotnictví od 13. do 24. června 2025 v důsledku izraelských náletů bylo zabito nejméně 610 lidí.
Agentura Fars, napojená na Islámské revoluční gardy, oznámila, že při izraelských útocích ze 13. června bylo zabito nejméně 78 lidí a dalších 329 bylo zraněno. Íránský velvyslanec při OSN Amír-Sa'íd Íravání ve svém projevu před Radou bezpečnosti OSN uvedl, že „drtivá většina” zabitých byli civilisté. Podle jiného zdroje zahynulo při útocích nejméně 90 osob.
Agentura Reuters napsala, že při útocích bylo zabito nejméně 20 vysokých velitelů. Mezi potvrzenými oběťmi jsou:
- Generálmajor Mohammad Báqerí náčelník Generálního štábu Ozbrojených sil Íránské islámské republiky
- Generálmajor Hosejn Salámí vrchní velitel Islámských revolučních gard
- Brigádní generál Amír Alí Hádžízáde velitel Vzdušně-kosmických sil Islámských revolučních gard
- Generálmajor Gholám Alí Rašíd velitel centrálního velitelství Chátam al-Anbijá[266][267]
- Brigádní generál Masúd Šanéjí náčelník štábu vrchního velitele Islámských revolučních gard
- Brigádní generál Mansúr Safarpúr velitel leteckých sil Islámských revolučních gard v oblasti Teheránu
- Brigádní generál Masúd Tadžíb mluvčí Vzdušně leteckých sil Islámských revolučních gard
- Brigádní generál Džavad Džarsara mluvčí Vzdušně leteckých sil Islámských revolučních gard
- Mohammad-Bagher Taherpour velitel jednotky bezpilotních letounů vzdušných sil Islámských revolučních gard
- Aminpour Joudaki Taherpourův nástupce
- Brigádní generál Davoud Šajkijan velitel jednotky protivzdušné obrany Islámských revolučních gard
- Brigádní generál Mohammad Kazemi náčelník zpravodajské služby Islámských revolučních gard
- Hasan Mohaqiq zástupce náčelníka zpravodajské služby Islámských revolučních gard
- Brigádní generál Réza Mozaffarinia velitel Centra speciálních zbraní v Organizaci pro obranné inovace a výzkum (SPND)
- Brigádní generál Mohammed Džafar Asadí inspektor v ústředním velitelství Chatám ol Anbía (společné operační velitelství)
- Brigádní generál Mohammad Réza Násir Baghban zástupce vrchního velitele Islámských revolučních gard pro zpravodajské služby
- Brigádní generál Abbás Núri zástupce velitele pro logistiku při velitelství pozemních sil na jihozápadě Íránu
- Sajíd Izadí velitel Palestinských sborů
- Behnam Šahrijárí velitele jednotky 190.

Izraelské obranné síly informovaly, že při útoku na podzemní velitelství byla zabita většina vedení Vzdušně-kosmických sil Islámských revolučních gard.
Podle íránských státních médií byli zabiti také jaderní vědci Ferejdún Abbásí a Mohammad Mehdí Tehránčí. Podle agentury Tasním bylo zabito šest vědců, zatímco Izrael uvádí devět.
Íránská státní zpravodajská agentura uvedla, že při útocích zahynulo několik civilistů, včetně dětí. Íránská státní televize informovala, že při útoku na budovu v Teheránu zahynulo 60 lidí, včetně 20 dětí. Guvernér severozápadní provincie Východní Ázerbájdžán uvedl, že při útocích v provincii bylo zabito 31 lidí, včetně 30 vojáků a jednoho člena Íránského červeného půlměsíce.
Od 13. do 23. června íránský režim nechal popravit nejméně devět lidí obviněných ze spolupráce s izraelskou tajnou službou Mosad.

### Izrael
V Izraeli si odvetné íránské útoky vyžádaly celkem 28 obětí. Z toho 27 byli civilisté a 1 voják mimo službu. 1 žena zemřela na následky infarktu při pobytu v krytu. Zraněno bylo 3 238 lidí, z toho 23 bylo zraněno těžce, 111 středně těžce a 2 933 lehce. 9 000 osob bylo vysídleno.
14. června zasáhla raketa rodinný dům v Tamře na severu Izraele. V domě zahynuly 4 ženy, včetně 1 dítěte. K nejvíce obětem během jednoho dne došlo 15. června, kdy íránská raketa zasáhla v Bat Jam rodinný dům, ve kterém zahynulo 9 osob, včetně 3 dětí.
Během války se ukázalo, že stát Izrael systematicky nebudoval dostatek protibombových krytů nebo bunkrů v arabských čtvrtích. Kritiky to bylo označeno za diskriminaci nežidovských obyvatel Izraele. Podle zprávy státního kontrolora z roku 2018 nemělo žádné kryty 60 ze 71 arabských obcí a měst v Izraeli. Izraelský zákon sice vyžaduje, aby měl bezpečnou místnost každý nově postavený dům či byt, ke stavbě je ale potřeba dostat povolení. A to je v arabských městech prakticky nemožné – podle izraelské nevládní organizace Sikkuy-Aufoq nebyl v letech 2010 až 2023 schválen ani jeden projekt na městskou obnovu v arabských komunitách. Oproti tomu v těch židovských schválily úřady ve stejném období projektů na výstavbu 5600. Situace byla tristní také ve Východním Jeruzalémě, který Izrael dle některých názorů jednostranně anektoval a který je obýván zejména izraelskými Araby. Zde je jen několik veřejných krytů. Zcela chybí kryty v rezidenčních budovách, a to znovu proto, že Izrael nevydává stavební povolení a nové stavby tak vznikají na černo a bez krytů. Současně Izrael během války zpřísnil kontroly pohybu arabských obyvatel, což dále komplikovalo přesuny do bezpečnějších oblastí během íránských náletů.

### Další oběti
V Sýrii zahynula 1 žena poté, co na její dům spadl dron, pravděpodobně íránský. Troskami sestřelených íránských dronů a raket bylo v Jordánsku zraněno 7 osob a 3 Palestinci byli zraněni na Západním břehu Jordánu po dopadu balistické rakety vypálené Hútíi z Jemenu.

## Materiální škody
V Natanzu izraelské bombardování zničilo elektrickou infrastrukturu včetně záložních generátorů, což s náhlou ztrátou vnějšího výkonu s velkou pravděpodobností vážně poškodilo či zničilo centrifugy. Podle MAAE existují náznaky přímých dopadů na podzemní haly v Natanzu, kde dochází k obohacování uranu. V závodě na obohacování uranu ve Fordó, které je umístěno hluboko ve skále bylo po izraelském bombardování zjištěno malé nebo žádné viditelné poškození. V jaderném komplexu v Isfahánu poškodilo bombardování 4 budovy, včetně zařízení na konverzi uranu (UCF) a zařízení na výrobu tzv. kovovém uranu, který je nutný pro výrobu jaderných zbraní. V Karadži a Teheránu byla zasažena dvě zařízení na výrobu odstředivek. Podle MAAE není známo, kolika zařízeními na výrobu odstředivek Írán disponuje.

## Dopady
Agentura Tasním informovala, že íránské úřady pozastavily lety na mezinárodním letišti Imáma Chomejního, ačkoli letiště nebylo zasaženo.
Newyorská policie oznámila, že z preventivních důvodů rozšířila ochranu židovských a izraelských míst v okolí New Yorku. Podle newyorské guvernérky Kathy Hochulové... v tuto chvíli neexistují žádné věrohodné hrozby pro New York.
Pozastaveny byly také lety z izraelských letišť a Irák i Jordánsko uzavřely svůj vzdušný prostor. Izrael později vyhlásil stav nouze, uzavřel svůj vzdušný prostor, zavřel školy a zakázal velké společenské akce. Mimo jiné byly povolány desítky tisíc záložníků izraelské armády v rámci přípravy na íránskou odvetu.
Dne 15. června varovala americká ambasáda v Iráku, že Američané mohou být terčem útoků. Ministerstvo zahraničí vydalo varování pro cestování do Iráku.
Dne 17. června CNN informovala, že Indie evakuovala své studenty z Teheránu přes arménsko-íránskou hranici.
Alí Chameneí během války určil tři vysoce postavené duchovní, kteří by ho mohli nahradit v čele země, pokud by přišel o život i on sám. Dle pěti zdrojů obeznámených s jednáními se výrazně zrychlila práce trojčlenného výboru (který byl ustanoven v roce 2023), který má na starosti výběr Chameneího nástupce. Podle zdrojů měli být favority Chameneího syn Mojtaba Chameneí, dlouhodobě považovaný za favorita kvůli ideologické kontinuitě (konzervativní proud), a dále Hasan Chomejní (reformistický proud), vnuk zakladatele islámské republiky ajatolláha Rúholláha Chomejního.
Podle Úřadu Vysokého komisaře OSN pro lidská práva (OHCHR) byl izraelský letecký útok na teheránskou věznici Evín vážným porušením mezinárodního humanitárního práva. Ve věznici byli zadržováni také političtí vězni či cizinci.
Podle BBC Verify zaplavila internet vlna dezinformací o izraelsko-íránské válce. Jedná se na jedné straně o videa vytvořená pomocí umělé inteligence chlubící se íránskými vojenskými schopnostmi, spolu s falešnými klipy ukazujícími následky útoků na izraelské cíle a na druhé straně o dezinformace šířené zejména prostřednictvím starých klipů z protestů a shromáždění v Íránu a nepravdivých tvrzeních, že ukazují rostoucí nesouhlas s vládou a podporu izraelské vojenské kampaně mezi Íránci. Podle Geoconfirmed, skupiny zabývající se ověřováním informací... Vidíme, že vše od nesouvisejících záběrů z Pákistánu až po recyklovaná videa z útoků z října 2024, stejně jako herní klipy a obsah generovaný umělou inteligencí, je vydáváno za skutečné události.Podle Emmanuelle Saliba, hlavní vyšetřovatelky analytické skupiny Get Real je to poprvé, co vidíme během konfliktu obsah generovaný umělou inteligencí v tak velkém měřítku. Některé z těchto dezinformací na svých oficiálních účtech sdílely i íránská vláda či Izraelské obranné síly. Podle Lisy Kaplanové, generální ředitelky analytické skupiny Alethea jsou UI vytvořená videa o zničení F-35 šířena sítí účtů, které Alethea dříve spojila s ruskými vlivovými operacemi. Ty v poslední době změnily kurz od snahy podkopat podporu války na Ukrajině k zasévání pochybností o schopnostech západních zbraní. K šíření dezinformací podle E. Saliba pomáhají i některé chatboty. Například chatbot Grok opakovaně prohlašoval za reálná videa, která se ukázala jako uměle vytvořená.

## Reakce

### Veřejnost
V Teheránu se 20. června shromáždilo několik tisíc lidí, kteří vyjadřovali podporu vládě a odmítli izraelské údery. Demonstrace se podle provládního tisku konaly i v dalších íránských městech. V sousedním Iráku k protestům proti úderům na Írán vyzval vlivný šíitský duchovní a politický vůdce Muktada Sadr. Demonstrace za účasti tisíců lidí se konaly v Bagdádu, Basře či Nadžafu. V libanonském Bejrútu demonstrovali příznivci hnutí Hizballáh a v Jemenu tamní povstalci Hútíové.

### Země
- Izrael: Premiér Benjamin Netanjahu prohlásil: „Nacházíme se v rozhodujícím okamžiku izraelských dějin. Cílem operace je odvrátit íránskou hrozbu pro samotné přežití Izraele. Tato operace bude pokračovat tolik dní, kolik bude třeba k odstranění této hrozby.“[300] Dále uvedl, že Írán disponuje dostatečným množstvím obohaceného uranu pro výrobu devíti jaderných bomb[301] a poděkoval americkému prezidentovi Donaldu Trumpovi za jeho podporu.[302] Náčelník Generálního štábu Izraelských obranných sil Ejal Zamir varoval, že „každý, kdo se nám pokusí vzdorovat, za to draze zaplatí“.[303] Opoziční vůdce Ja'ir Lapid vyjádřil plnou podporu operaci.[304] Ministr obrany Jisra'el Kac řekl, že Írán útokem na civilisty překročil červenou linii a draze za to zaplatí“.[305] Podle oficiálního prohlášení IOS... íránský režim prohlásil, že jeho cílem je zničit stát Izrael. Vysocí představitelé íránského režimu veřejně deklarovali svůj záměr zničit Izrael a operují k dosažení tohoto cíle společně se svými zástupci na Středním východě a dále... zbraně hromadného ničení v rukou íránského režimu představují existenční hrozbu pro Stát Izrael a významnou hrozbu pro širší svět. Stát Izrael nedovolí režimu, jehož cílem je zničit stát Izrael, aby získal zbraně hromadného ničení.[306]
- Írán: Nejvyšší vůdce Alí Chámeneí vydal po útocích prohlášení, ve kterém uvedl: „Sionistický režim dnes ráno rozpoutal zlý a krvavý zločin proti Íránu“.[307] Mluvčí ozbrojených sil slíbil Izraeli a Spojeným státům odvetu.[308] Ministerstvo zahraničních věcí prohlásilo, že Írán má podle Charty OSN „legální a legitimní“ právo reagovat na izraelské útoky, a dále dodalo, že Spojené státy ponesou odpovědnost za „nebezpečné dopady a důsledky dobrodružství sionistického režimu“.[309] Írán varoval Spojené státy americké, Spojené království a Francii, že jakákoli pomoc Izraeli bude mít za následek, že se jejich regionální základny a lodě stanou terčem útoků.[310]
- Spojené státy: Prezident Donald Trump podpořil izraelské letecké útoky na Írán a uvažoval o americkém zapojení do války na straně Izraele.[311] Trump odmítl nabídku ruského prezidenta Vladimira Putina na zprostředkování příměří v izraelsko-íránské válce[312] a řekl mu, ať se radši zaměří na zprostředkování příměří v rusko-ukrajinské válce.[313]
- Česko: Ministr zahraničí Jan Lipavský řekl, že... Írán dlouhodobě neplní své závazky vůči mezinárodnímu společenství, buduje svůj jaderný program. Zároveň má rétoriku, která míří ke zničení Státu Izrael, dvakrát provedl rozsáhlý balistický a dronový útok za poslední rok a půl proti Izraeli a dodal, že má pro izraelský útok pochopení. Poslanec a místopředseda ANO Radek Vondráček uvedl, že... íránský režim se nikdy netajil tím, že jeho cílem je zničení Státu Izrael. Jaderné ambice teokratického (íránského) režimu jsou proto mimořádně nebezpečné.[314]
- Francie Podle francouzského prezidenta Emmanuela Macrona Írán nese hlavní odpovědnost za destabilizaci Blízkého východu s tím, že... Írán pokračuje v obohacování uranu bez jakéhokoli civilního ospravedlnění a na úroveň, která je velmi blízká tomu, co je potřeba pro jaderné zbraně. Zároveň ale vyzval ke zdrženlivosti a k jednání o jaderné dohodě s Íránem.[315]

- Německo: Kancléř Friedrich Merz podpořil izraelské letecké útoky na Írán a prohlásil: Mohu říct, že mám největší respekt k izraelské armádě, izraelské vládě, za to, že k tomu měly odvahu. Jinak bychom teror tohoto režimu sledovali měsíce a roky. A navíc s jadernou zbraní v rukou.[316]
- Saúdská Arábie: Ministerstvo zahraničí uvedlo, že... Království Saúdské Arábie hluboce odsuzuje do očí bijící izraelskou agresi proti bratrské Islámské republice Írán, která podkopává její suverenitu a bezpečnost a představuje jasné porušení mezinárodních zákonů a norem.[317]
- Turecko: Turecký prezident Recep Tayyip Erdoğan odsoudil izraelské útoky na Írán jako „státní terorismus“.[318]

### Organizace
- Evropská unie: Podle předsedkyně Evropské komise Ursuly von der Leyenové zjištění jaderného dozoru OSN z počátku týdne ukázalo, že Teherán nedodržuje své závazky, a proto... v tomto kontextu má Izrael právo se bránit a dále, že... Írán je hlavním zdrojem regionální nestability. Podle předsedy Evropské rady Antónia Costy je... čas dát prostor diplomacii.[319]
- Země skupiny G7 (Francie, Itálie, Japonsko, Kanada, Německo, Spojené království a USA) podpořily Izrael a označily Írán za hlavní zdroj nestability a teroru v regionu.[316]
- BRICS: Sdružené země na svém summitu v brazilském Rio de Janeiru v červenci 2025 ve svém prohlášení odsoudily vojenské údery proti Íránské islámské republice a uvedly, že útoky představují porušení mezinárodního práva. V prohlášení dále vyjádřily... vážné znepokojení nad úmyslnými útoky na civilní infrastrukturu a mírová jaderná zařízení. V prohlášení ale nebyly zmíněny Izrael, ani Spojené státy.[320]
- Židovská diaspora v Íránu prostřednictvím židovské komunity v Isfahánu podle agentury IRNA... odsoudila brutalita sionistů, která je daleko od jakékoli lidské morálky a způsobila mučednickou smrt řady našich milovaných krajanů, včetně nevinných dětí, zranila srdce nás všech. V prohlášení se dále uvádí, že... jsme přesvědčeni, že Íránská islámská republika, hrdá a čestná, poskytne sionistickému režimu zdrcující a politováníhodnou odpověď a přiměje ho, aby litoval svých hanebných činů.[321]